# Cupra Born
A Cupra Born egy akkumulátoros elektromos kompakt autótípus, melyet a SEAT a sportos almárkája, a Cupra márkaneve alatt forgalmaz. Az alapjául szolgáló SEAT el-Born koncepcióautót 2019-ben mutatták be, míg a sorozatgyártású változatot 2021 májusában mutatták be Cupra Born néven. A Cupra Born a Volkswagen Group MEB platformján alapul, és ugyanabban a zwickaui üzemben gyártják, mint a szintén MEB-alapú Volkswagen ID.3-at. Az autó a barcelonai El Born városrészről kapta a nevét.

## A koncepcióautó

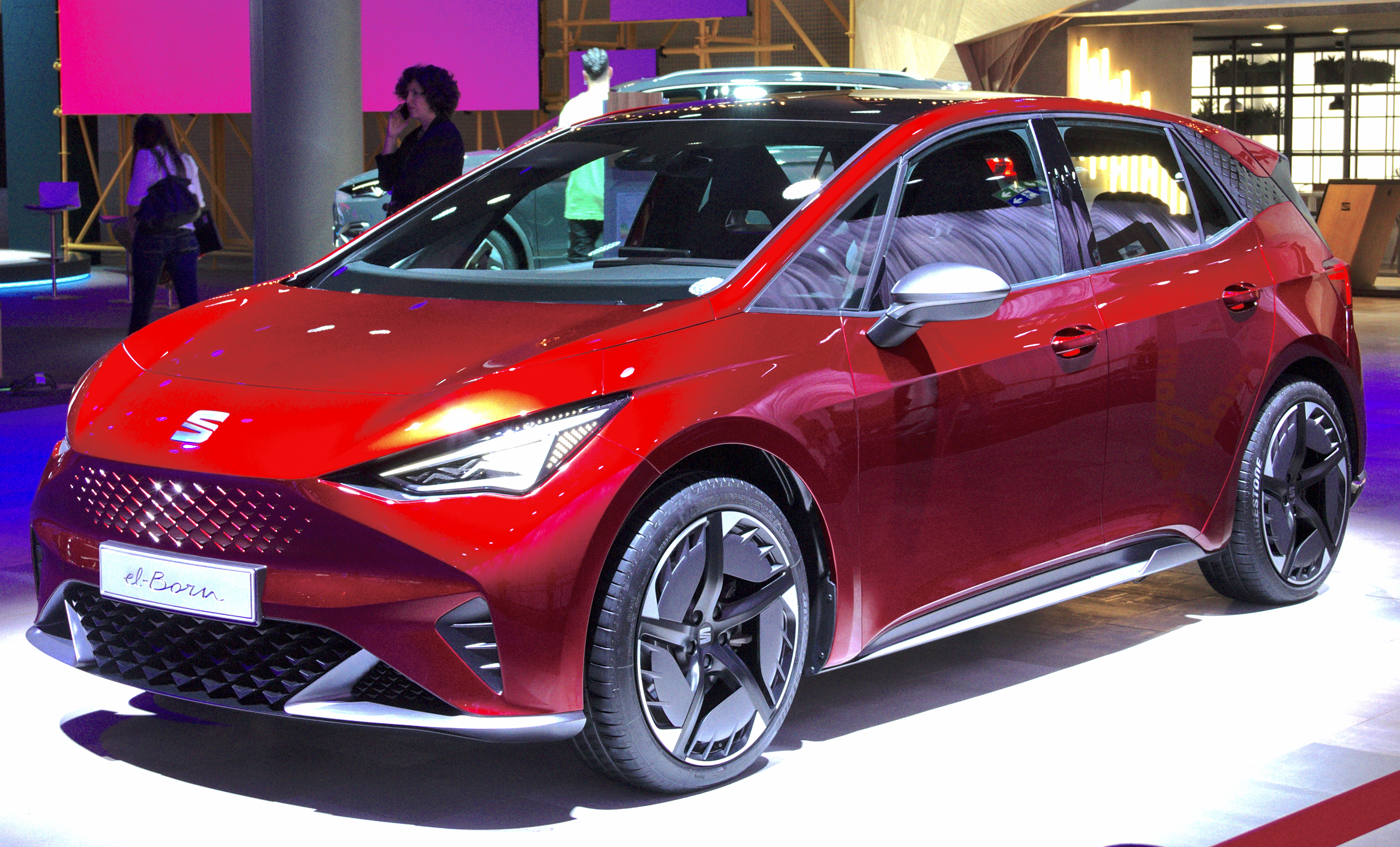
SEAT el-Born koncepcióautó a 2019-es Genfi Autószalonon

A koncepcióautót SEAT el-Born néven mutatták be 2019 márciusában a Genfi Autószalonon. Az prototípust 62 kWh-s akkumulátorral szerelték fel, és 420 km-es WLTP-hatótávolsággal rendelkezik. 150 kW-os villanymotor hajtja, amely 7,5 másodperc alatt képes állóhelyzetből 100 km/órás sebességre gyorsulni. Az akkumulátor kompatibilis a 100 kW-os egyenáramú töltéssel, és hőszabályozó rendszerrel rendelkezik. Vezetőtámogató rendszerekkel rendelkezik, és képes a 2. szintű autonóm vezetésre.

## A sorozatgyártású változat

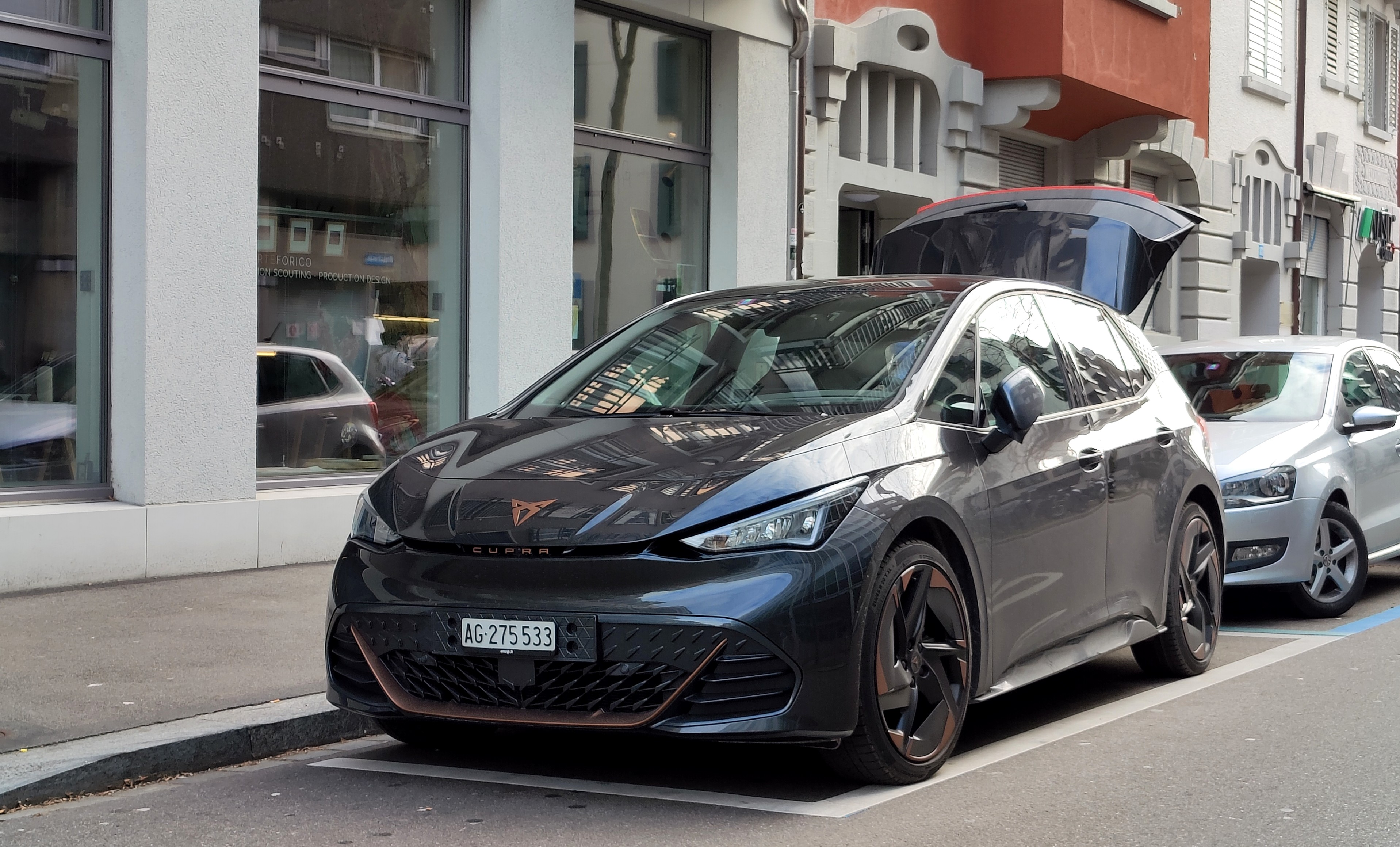
Elölnézetből
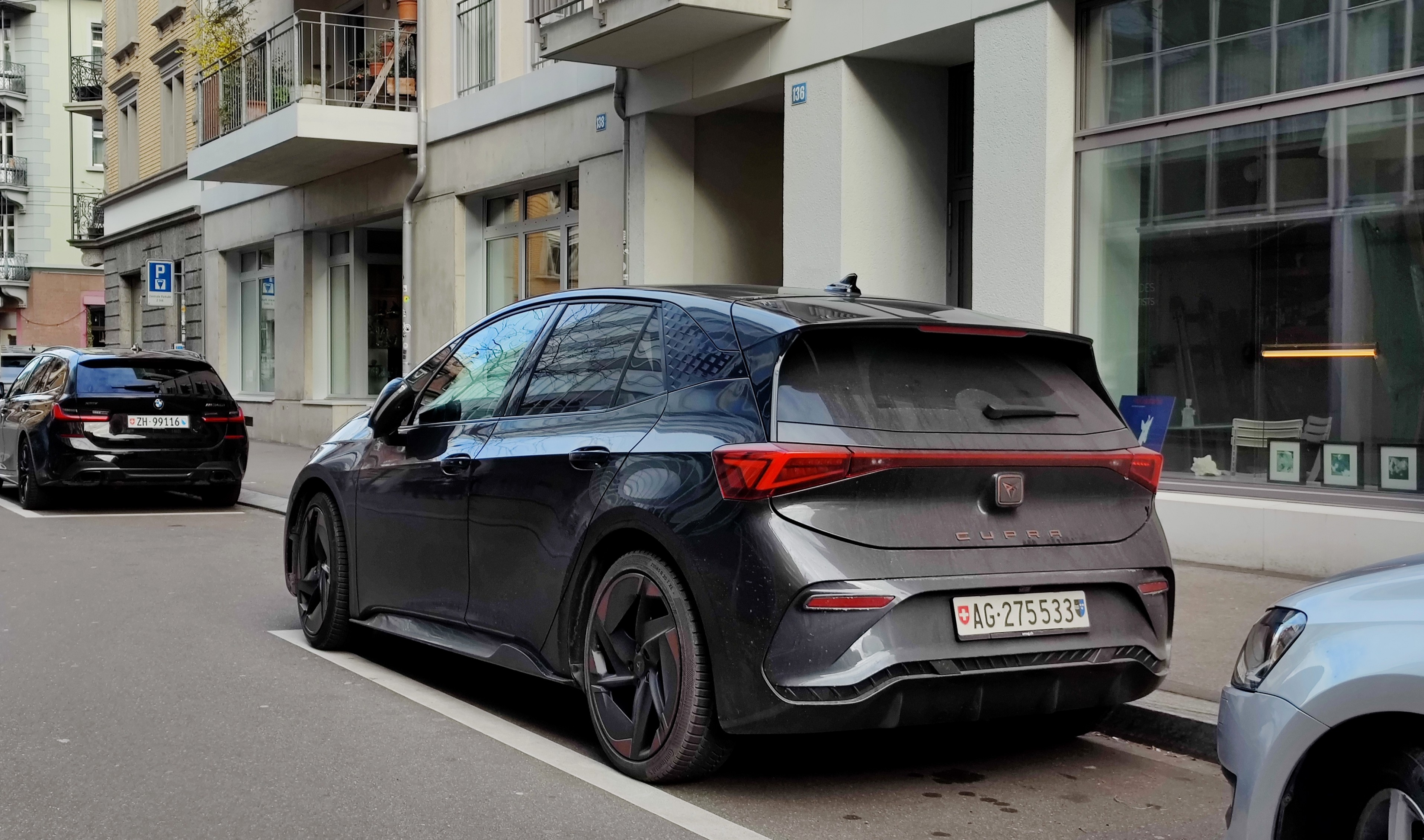
Hátulnézetből
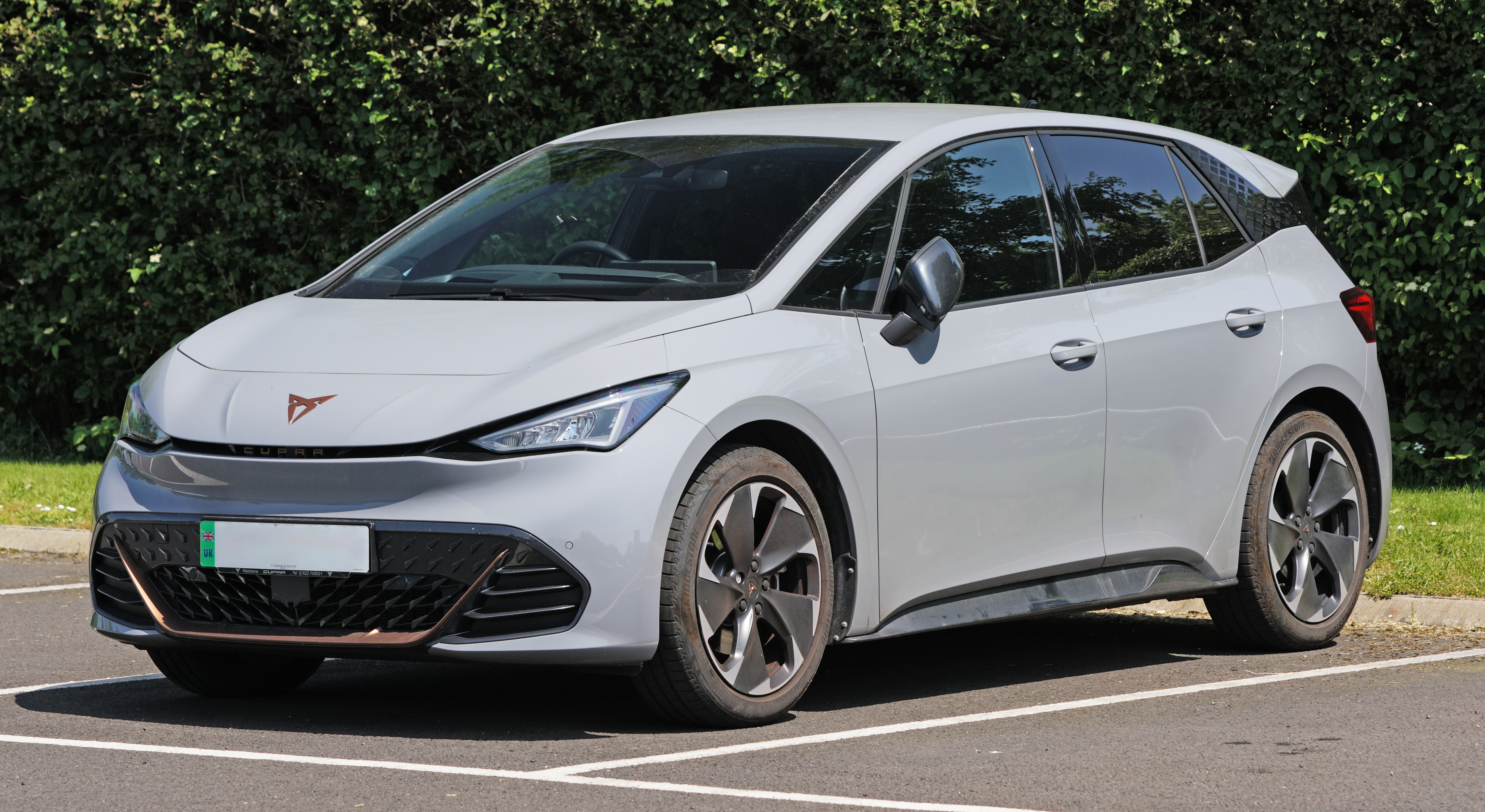
Elölnézetből
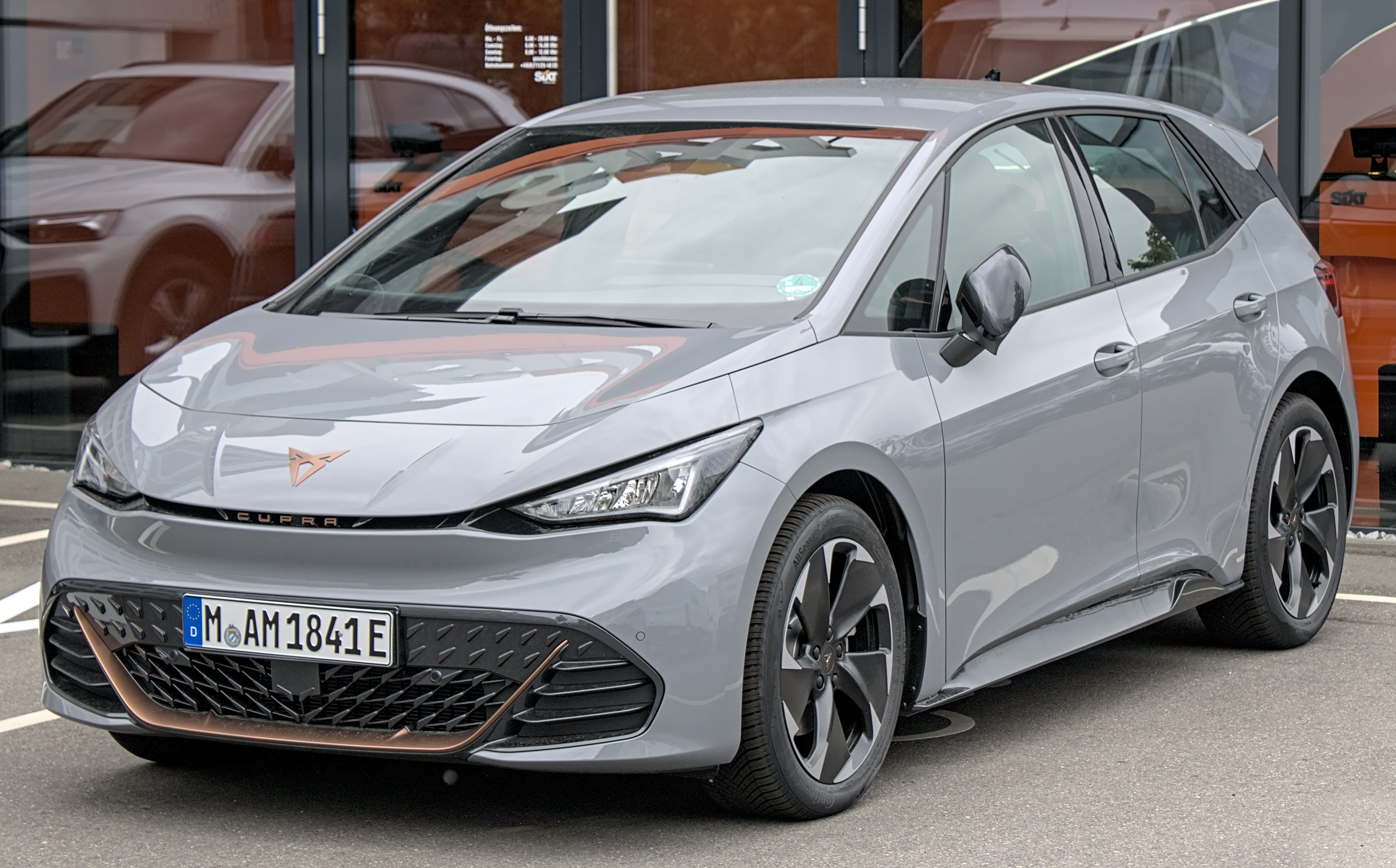
Elölnézetből
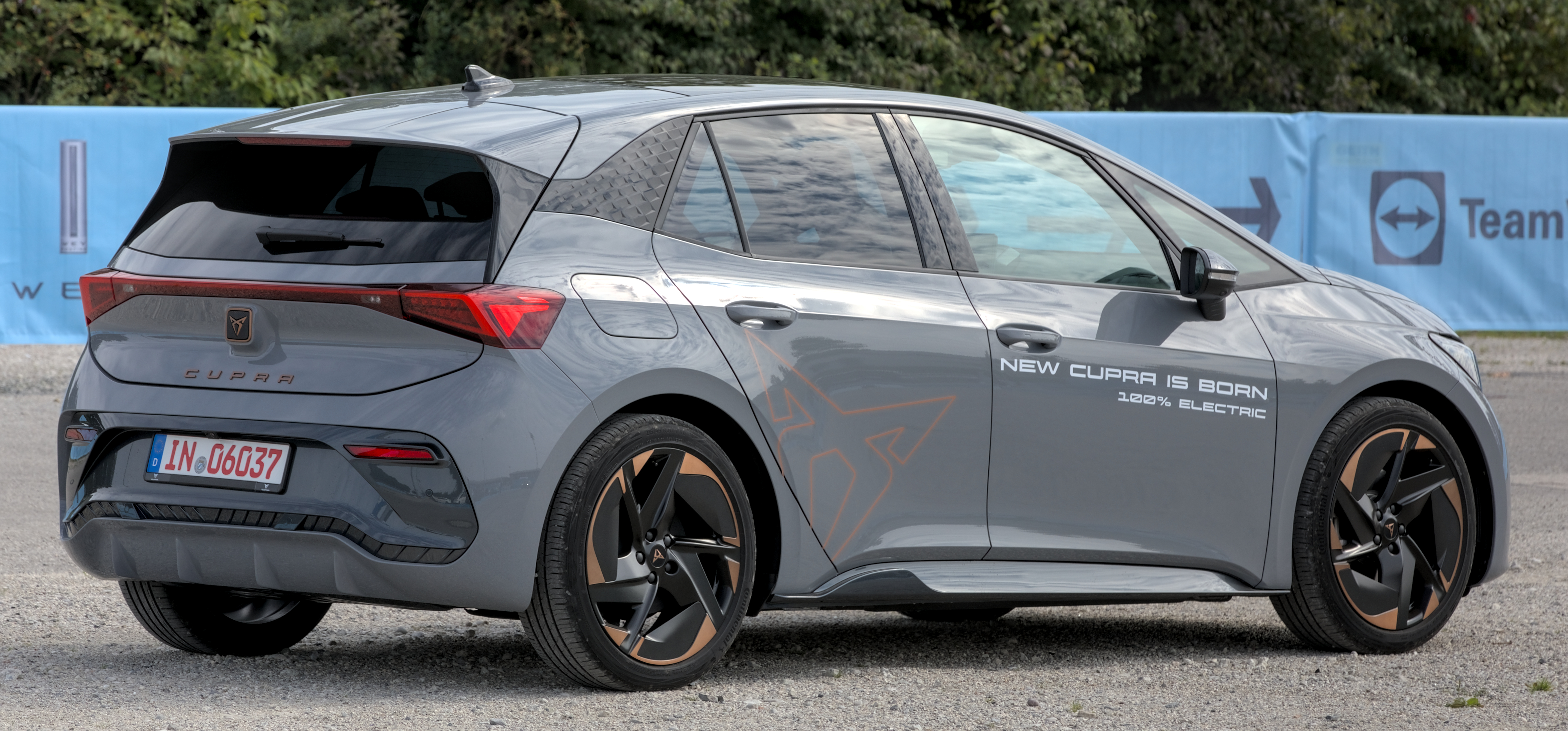
Hátulnézetből
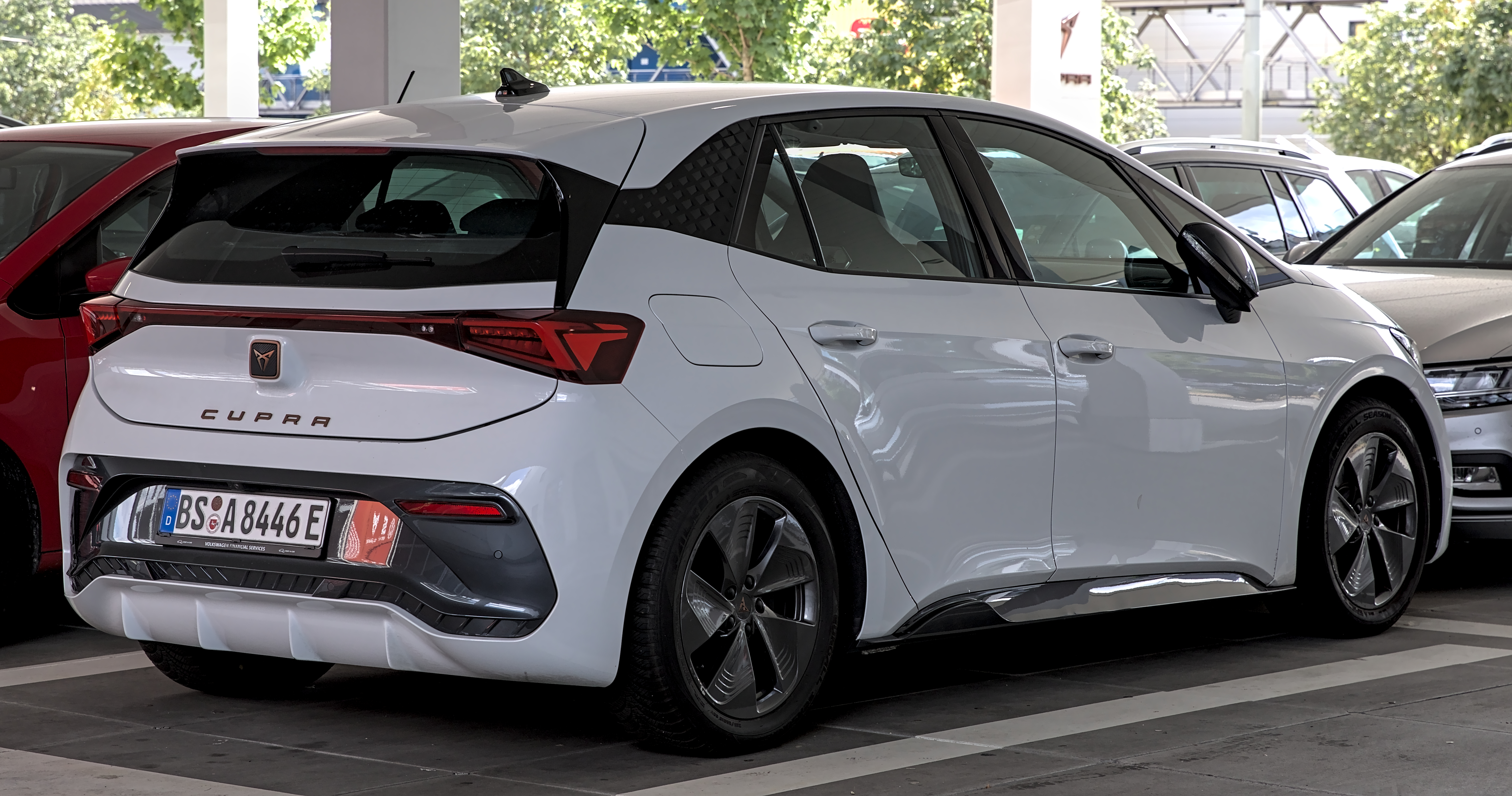
Hátulnézetből
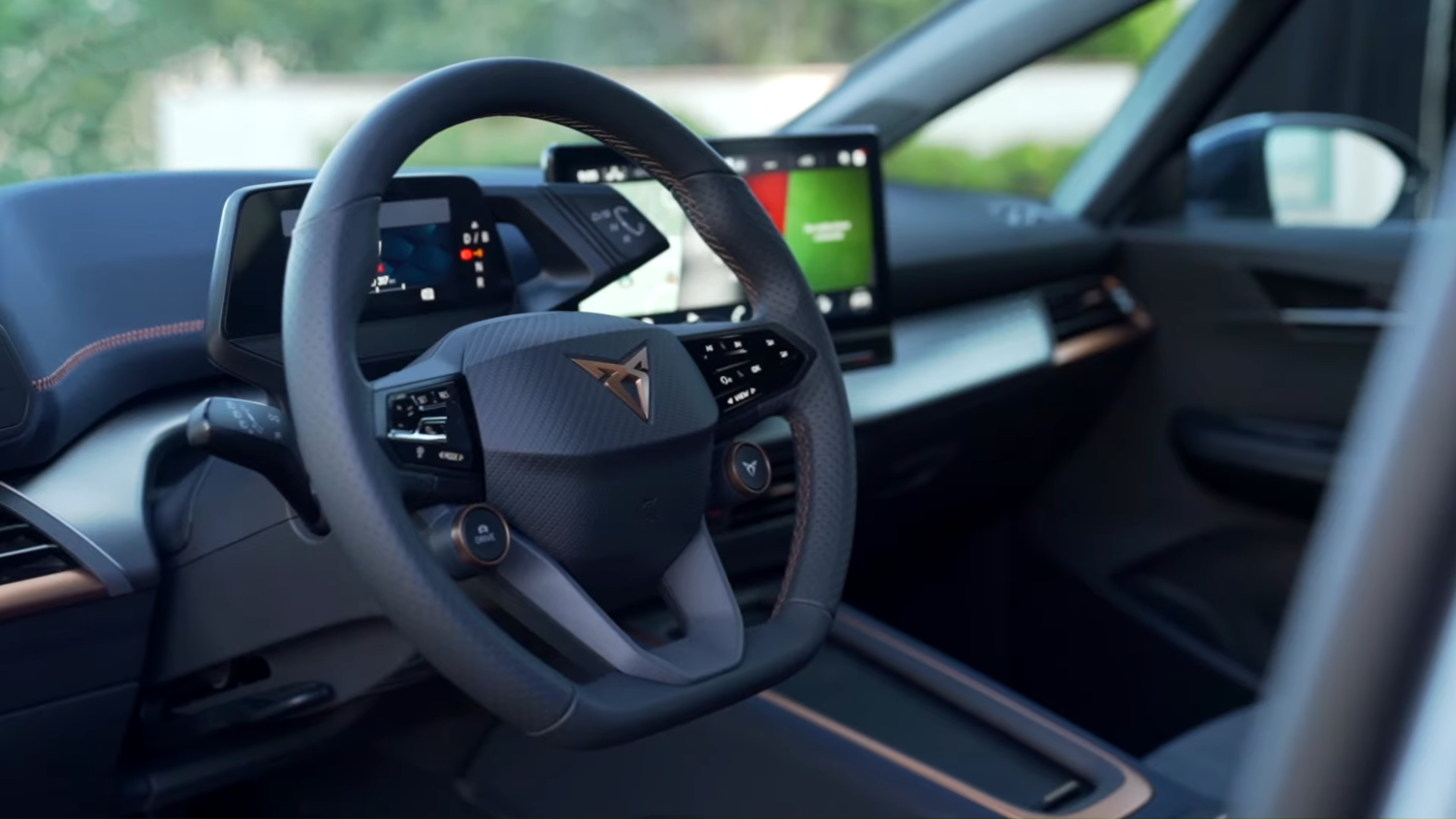
A Cupra Born belső tere

A Born gyártásának megkezdését 2020 júliusában jelentették be, ahogy azt is, hogy Cupra márkanév alatt fogják forgalmazni. A sorozatgyártású autó akkumulátorcsomagja nagyobb, mint a prototípusé. Az autót 2021 februárjában átkeresztelték Cupra Born-ra, így a névből kikerült az „el-”.
A Cupra Born hivatalos premierje 2021 májusában volt. Két hajtáslánccal kapható, az alapváltozat 110 kW-os, míg a nagyobb teljesítményű változat 170 kW-os teljesítménnyel rendelkezik. 6,6 másodperc alatt gyorsul fel állóhelyzetből 100 km/órás sebességre
Háromféle, 45 kWh-s, 55 kWh-s és 77 kWh-s akkumulátorkapacitással kapható. A hatótáv változattól függően 349 és 548 kilométer között van. A töltés gyorstöltőn 35 percet vesz igénybe 80%-os töltöttségi szintig, 100 km-es hatótáv töltése pedig 7 percet vesz igénybe. A belső térben 12 hüvelykes érintőképernyő, beépített fejtámlákkal ellátott sportülések és head-up kijelző található. A felszereltséghez tartozik még adaptív sebességtartó automatika, Travel Assist rendszer a félautonóm vezetéshez, közlekedési táblafelismerő, automatikus fékrendszer és Dynamic Chassis Control Sportfelfüggesztés. A gyártás 2021 szeptemberében indult.

## Fordítás
Ez a szócikk részben vagy egészben  a   Cupra Born című angol Wikipédia-szócikk fordításán alapul.  Az eredeti cikk szerkesztőit annak laptörténete sorolja fel. Ez a jelzés csupán a megfogalmazás eredetét és a szerzői jogokat jelzi, nem szolgál a cikkben szereplő információk forrásmegjelöléseként.